# العريان
العريان (بالعبرية: אל-עריאן) هي قرية عربية إسرائيلية تقع في وادي عارة. تتبع إداريًا لمجلس منشة الإقليمي في منطقة حيفا. تأسست في عام 1880، ويبلغ عدد سكانها نحو 178 نسمة حسب إحصائيات عام 2015. كانت العريان قرية غير معترف بها حتى عام 1995.
تقع العريان حول قمة جبلية ضمن سلسلة جبال المثلث الشمالي. تطل من جانبها الغربي على قرية عرعرة ومن جانبها الشرقي على قرية عين السهلة. يصل إليها طريق متعرج طوله (5كم) يربطها مع المناطق المحيطة بها.